# Чжан Даолин

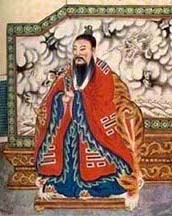
Патриарх Чжан Даолин

Памятник Чжан Даолину в горах Лунхушань

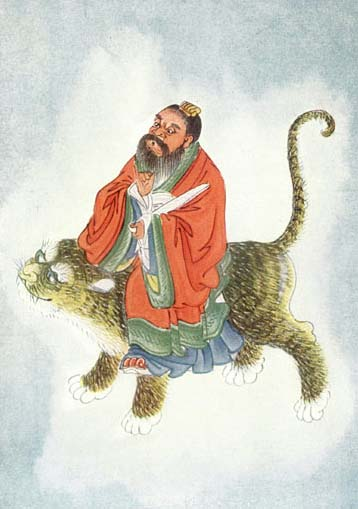
Чжан Даолин

Чжан Даолин, также Чжан Лин (кит. трад. 張道陵, упр. 张道陵, пиньинь Zhāng Dàolíng, жил в период между 34 и 156) — даосский патриарх, живший во время поздней династии Хань (II век), горный отшельник.
Чжан Даолин является основателем даосской Школы Небесных Наставников (кит. 天师道, Тяньши дао) направления «Истинное Единство» (кит. 正一道, Чжэнъидао), первоначальное название его школы — «Пять Ковшей Риса» (кит. 五斗米道, У доу ми дао).
Биография Чжан Даолина известна довольно скудно.
Чжан Даолин основал первую регулярную даосскую религиозную общину. Особенностью новой религии стал отказ от жертвоприношений пищи и животных. Чжан Даолин получил учение от самого Лао-цзы, в соответствии с которым он сформировал первый истинный даосский пантеон. Образованное учение существенно отличалось от предыдущих религий Китая.
Говорится также, что его внуком был Чжан Цзюэ — руководитель восстания Жёлтых повязок.
Чжан родился в округе Фэн современной провинции Цзянсу в семье мелкого помещика. Его род в 9-м поколении происходил от Чжан Ляна — ханьского аристократа, имевшего титул хоу (граф). Ещё в детстве он слышал легенды о чудесном острове Пэнлай и учении магов (фанши) о бессмертии, в семь лет он стал изучать Даодэцзин. В столице (Лояне) он получил классическое конфуцианское образование и изучил географию, астрономию и Книгу Перемен.
В 59 он получил высокую должность, но отказался от карьеры и вернулся в горы, чтобы изучать науку о долголетии. Он организовал вокруг себя группу молодых людей и обосновался со своей общиной в провинции Сычуань, занимаясь саморазвитием.
В 89 году (по другим оценкам в 105), Чжан Лин и его ученик Ван Чан отправились в странствие по современным провинциям Цзянсу и Аньхой. Они достигли озера Поян, поднялись по реке Синьцзян и прибыли к Горам Красивых Облаков, где они стали выплавлять эликсир бессмертия. Когда эликсир был готов, над ними появились дракон и тигр, и гора получила название «Гора Дракона и Тигра» (Лунхушань).
В 142 лично Лао-цзы встретился с Чжан Даолином на горе Хэминшань, рассказав ему о смене эпох и наступлении новой эры Великого Мира. Лао-цзы объяснил ему, что по этой причине он обрёл следующее рождение, образовав «Истинное Одно, единосущное с [высшими] Силами» («Чжэнъи мэн вэй»). В результате этого Чжан Даолин и его последователи получают поддержку небесных сил, управляющих судьбами человечества.
Его школа получила название «Пять Ковшей Риса», потому что он ввёл вступительный взнос из пяти ковшей риса, этот взнос соотносился с Великим Ковшом (Созвездием Большой Медведицы, обителью бессмертных).
Он практиковал врачевание, занимался делами управления и просвещал население.
В 156 он передал своему сыну Чжан Хэну реликвии (свою печать, нефритовое зеркало, два меча и священные тексты) и отправился в край бессмертных. Школой стали управлять его сын Чжан Хэн и его внук Чжан Лу (张鲁), прославившийся по роману Троецарствие.
Считается, что Чжан Даолин не умер, а взошёл на Небо вместе со своей женой Юн и двумя учениками на горе Цинчэншань (Сычуань). Он считается бессмертным, его также называют «Прежний Небесный Наставник» или «Небесный Наставник Чжан».